# Palácio da Associação Comercial da Bahia
Palácio da Associação Comercial da Bahia é um edifício que abriga a sede da Associação Comercial da Bahia (ACB) que teve a sua inauguração realizada em 28 de janeiro de 1817, localizado no bairro do Comércio, no município de Salvador, capital do estado da Bahia.
Atualmente o palácio, que abrigava atividades públicas e privadas, não agrega nenhum serviço que não seja da própria ACB.[carece de fontes?] O Palácio abriga uma biblioteca, uma pinacoteca, mobiliário do século XIX e outras peças que representam um acervo histórico e artístico de valor inestimável.

## História

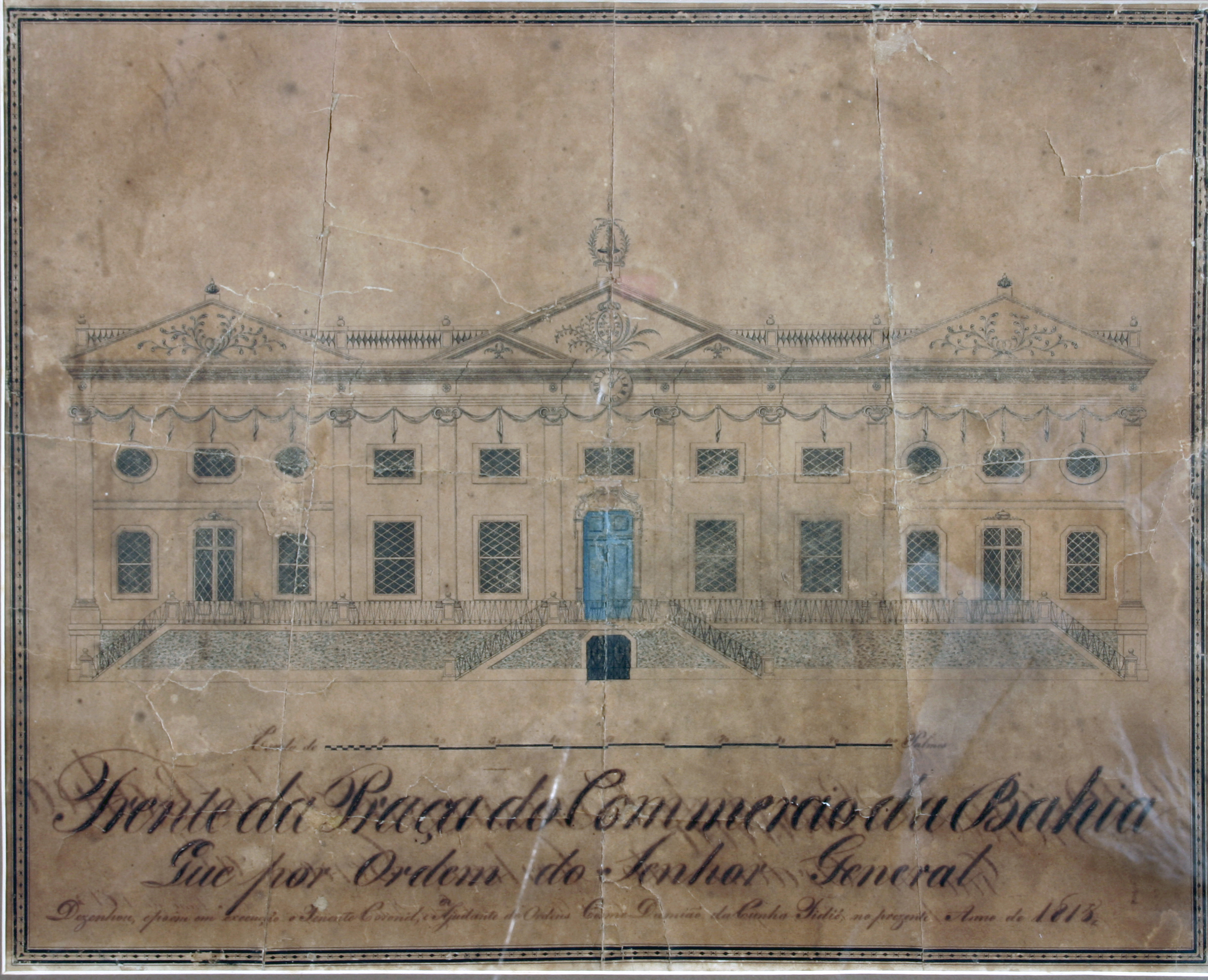
Projeto para a fachada do edifício por Cosme Damião da Cunha Fidié, 1815

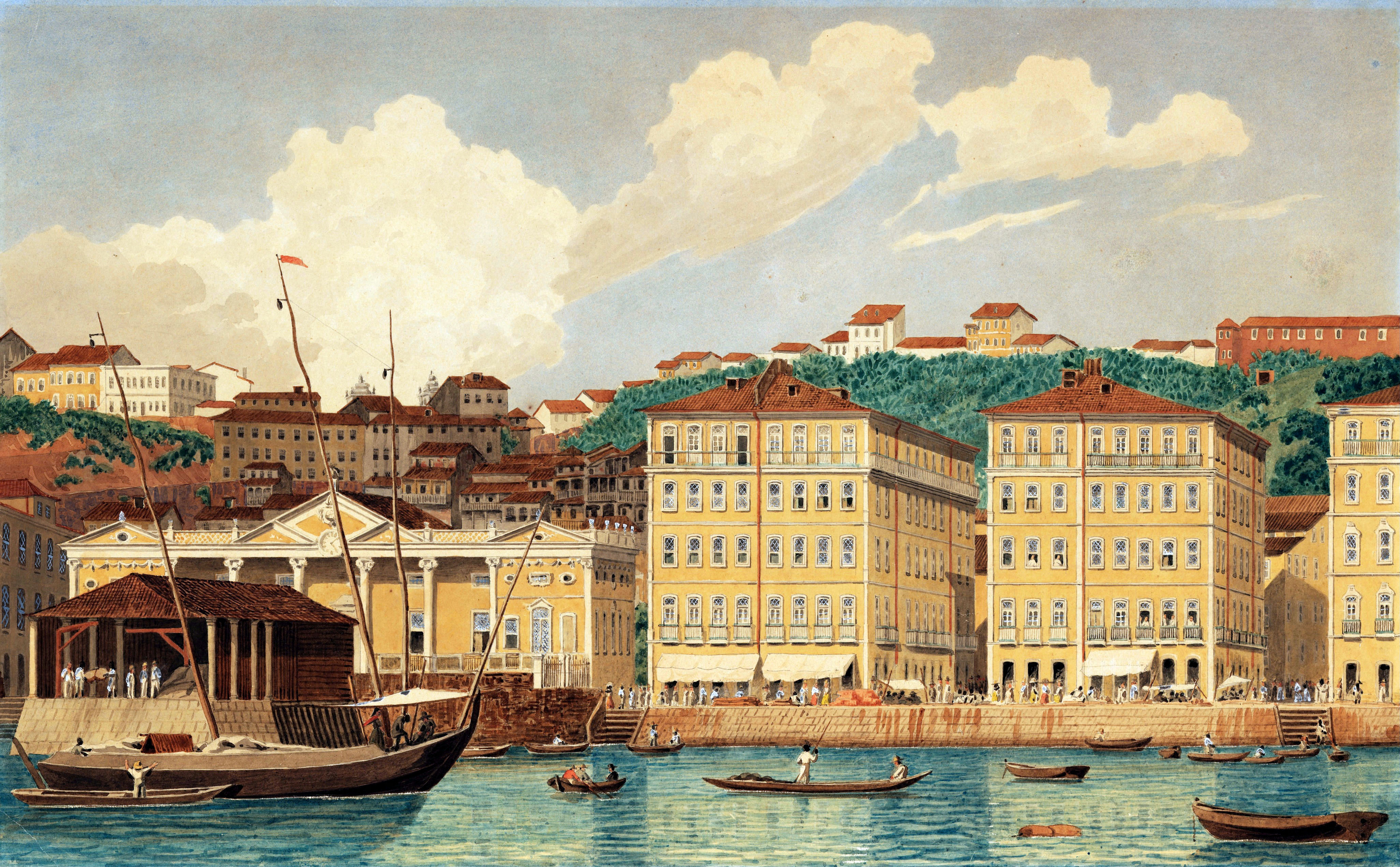
Vista da cidade de Salvador, pintura datada de cerca de 1860. O palácio está à esquerda, à beira da Baía de Todos-os-Santos, à época

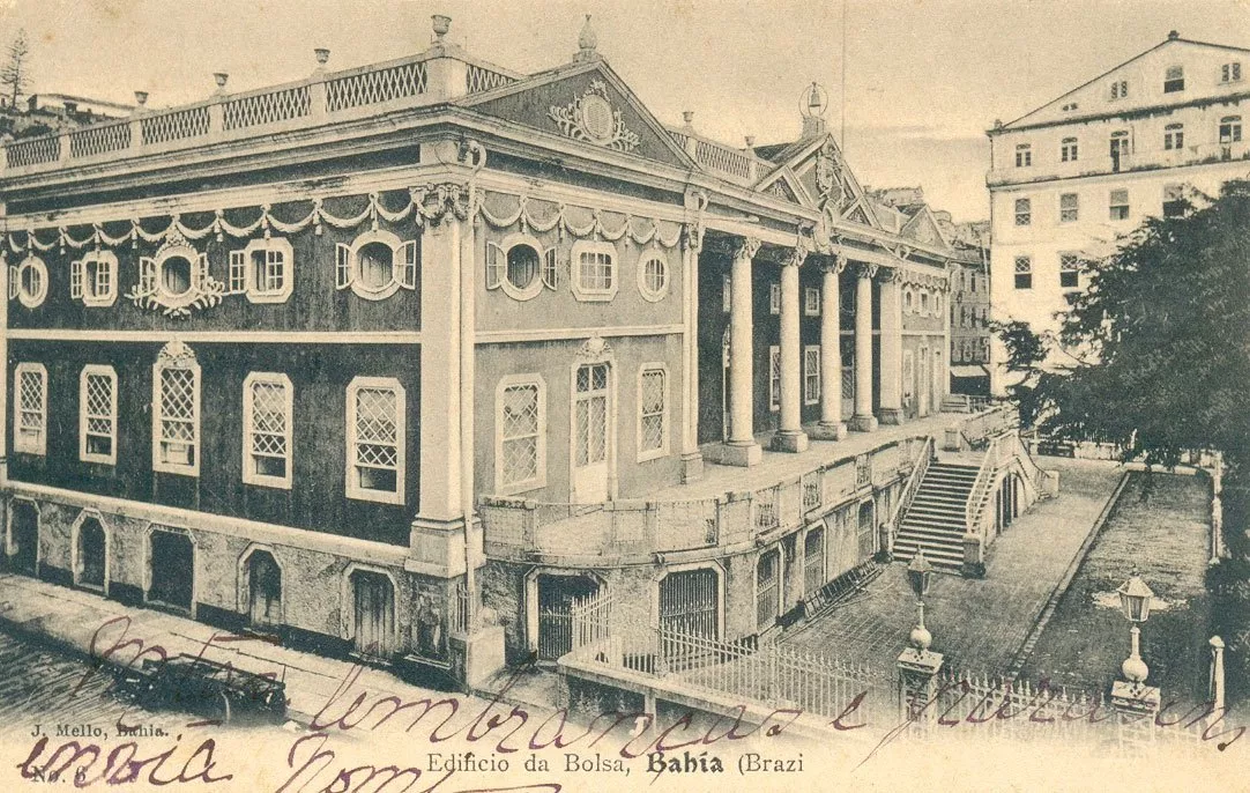
Cartão postal de Salvador, por J. Mello, de 1912, mostrando o edifício

O estrutura do Palácio da Associação Comercial da Bahia foi erguido sob as ruínas do Forte de São Fernando, que teve a sua demolição feita entre os anos de 1814 e 1816. O Palácio foi financiado por Dom Marcos de Noronha e Brito e o projetado arquitetonicamente pelo arquiteto português Cosme Damião da Cunha Fidié. Foi projetado pela Associação Comercial da Bahia (ACB) para servir como uma sede para eventos, jantares e reuniões entre os comerciantes. Sua inauguração foi realizada no dia 28 de janeiro de 1817 em ato solene.
O palácio que sedia a Associação Comercial da Bahia foi um projeto iniciado em 15 de julho de 1811, por ordem do antigo governador da Bahia, D. Marcos de Noronha e Brito, VIII Conde dos Arcos, tendo sua inauguração em 28 de janeiro de 1817. Sua localização foi determinada pelo governador: onde estava o antigo Forte de São Fernando, que foi desativado. No prédio atual, ainda pode ser encontrada parte da estrutura da antiga fortificação.
As obras para o novo porto começaram e trouxeram como consequência um projeto de reurbanização da zona portuária e comercial, criando novos espaços públicos, como avenidas, ruas e praças. Assim, começou-se um debate sobre a possibilidade de desapropriação do Palácio da Associação Comercial, cujos dirigentes chegaram a discutir o valor da mesma, em 1912, exigindo a doação de uma nova área próxima e uma alta indenização para a nova construção.[carece de fontes?]
No ano de 1938, o palácio passou pelo processo de tombamento histórico junto ao Instituto do Patrimônio Artístico e Cultural da Bahia (IPAC), órgão estadual baiano que visa a conservação memorial do estado da Bahia.

## Arquitetura

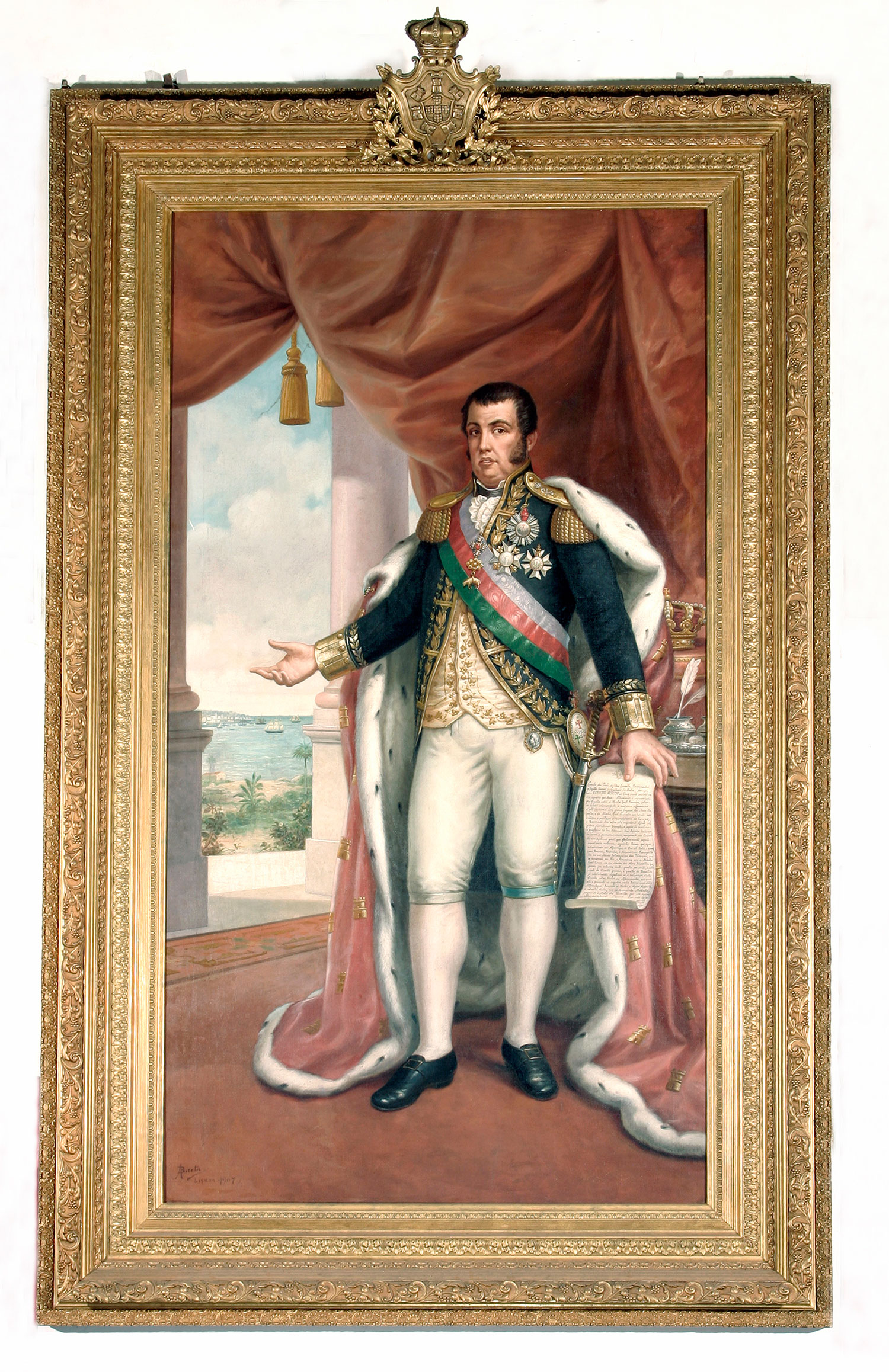
Óleo de A. baeta na Associação Comercial da Bahia, retratando Dom João VI com o Decreto de Abertura dos Portos às Nações Amigas.

O prédio possui elementos da arquitetura neoclássica, sendo um dos principais representantes do movimento arquitetônico em Salvador. A fachada principal do palácio está voltada para a Praça Riachuelo, também construída pela Associação no ano de 1866. Os fundos do palácios volta-se para a Praça do Comércio. Nas duas fachadas do palácio estão presentes o brasão com as armas do Império do Brasil, que substituiu as armas do Reino Unido de Portugal, Brasil e Algarves, após o processo de Independência do Brasil. Ainda conta com duas portas em mármore, com inscrições em memória a D. João VI. O salão apresenta piso em parquet e lustres de cristal.
O arquiteto e sargento-mor responsável pelo projeto foi o português Cosme Damião da Cunha Fidié. A edificação foi construída a partir do estilo neoclássico. Sua planta é retangular, com duas fachadas principais, cada uma voltada para uma praça. Apesar de serem simétricas, há elementos que podem as diferências. A primeira, voltada para a Praça Riachuelo, possui quatro escadas de mármore e quatro colunas inspiradas em monumentos da Grécia, e a segunda, voltada para a Praça Conde dos Arcos, possui duas escadas de mármore e não conta com colunas.
A construção da Praça Riachuelo se deu por parte da Associação e ocorreu pelo surgimento de um pequeno aterro em uma parte tomada pelo mar. Por ter acontecido no local de chegada de visitantes, o lugar foi valorizado, juntamente com a fachada voltada para o mar, que se tornou a principal entrada da edificação em 1867.
Seus pavimentos atualmente são configurados da seguinte forma: no térreo estão localizadas as salas administrativas e um auditório. Há também uma espécie de memorial que expõe os alicerces do antigo forte ali localizado e uma cela que havia sido utilizada como uma prisão provisória. No primeiro andar, está o corpo do edifício, que possui o chamado Salão Nobre, dividindo o andar em duas alas que abrigam a recepção, a Sala de Reuniões e a Sala do Presidente. O segundo pavimento abriga a Biblioteca e a Câmara e Conciliação, Mediação e Arbitragem. Por último, encontra-se o sótão, quer servia como depósito mas vem passando por um projeto para uma destinação que inclua a visitação pública.
Para a comemoração de seus 200 anos, a Associação passou por uma reforma e restauração. Foi criado um serviço de apoio aos visitantes e instalado um núcleo de informática de forma interativa para que se tenha acesso às informações de sua história. Conta também com um acervo artístico com quadros valiosos, incluindo um de Candido Portinari, fotografias antigas, mobiliário original, etc.